# Ivan Bičík
Ivan Bičík (* 2. října 1943, Praha) je český sociální geograf, docent Přírodovědecké fakulty UK.

## Život
Narodil se v Praze, dětství prožil na pražské periferii v Motole a v poválečném Frýdlantu v Čechách, vylidněném odsunem. Po studiích nejprve učitelství zeměpisu a následně ekonomické geografie na Přírodovědecké fakultě UK a po základní vojenské službě se na fakultu vrátil jako pedagog. Zpočátku se zaměřil především na geografii socialistických států a měl možnost poznat reálné fungování tehdejšího systému na mnoha služebních cestách a expedicích v Rusku a ve střední Asii. Zde také prožil srpnovou okupaci roku 1968. V 70. letech také organizoval a zúčastnil se expedice studentů na Střední východ. O této cestě vydal spolu s M. Krůtou knihu Cílem je Zágros.
Ivan Bičík je ženatý a s manželkou Helenou (* 1946) má tři děti: Marek (* 1967) je novinář, David (* 1981) je brankář a Karolína (* 1974). Do 70. let hrál volejbal za tým Matematickofyzikální fakulty (MFF) UK Praha a později do 90. let trénoval ženský volejbalový tým MFF UK Praha.

## Vědecké dílo
V 80. letech zakládal spolu s prof. Václavem Gardavským nový obor geografie cestovního ruchu a od 90. let se intenzivně věnuje sledování a hodnocení využití zemědělského půdního fondu. Habilitace (získání akademického titulu doc.) proběhla v roce 1990. Po celou dobu své akademické dráhy publikuje v předních českých a zahraničních časopisech (Geografie, Land use policy a další). V rámci Mezinárodní geografické unie (IGU) řídil pracovní komisi Land Use /Land Cover a v rámci této komise vydává ve spolupráci s dalšími zahraničními kolegy (prof. Feranec, prof. Hymiama) Atlas Land Use.

## Veřejné působení
V roce 1994 byl zvolen prezidentem České geografické společnosti a tuto funkci vykonával do roku 2006, v roce 2018 pracuje jako člen Hlavního výboru této společnosti a zástupce České geografické společnosti v Radě vědeckých společností. V 90. letech se zapojil i do řízení Univerzity Karlovy, v prvním porevolučním období pracoval jako proděkan Přírodovědecké fakulty a opakovaně vedl katedru sociální geografie a regionálního rozvoje. V dubnu 2018 při příležitosti mezinárodní konference na téma 100 let geografie na Varšavské univerzitě a 125 let od založení Polské geografické společnosti převzal Ivan Bičík jako první zahraniční laureát významné ocenění Varšavské univerzity. Svoje zkušenosti, znalosti a dovednosti velmi úspěšně předává budoucím generacím studentů a jeho přísnost a současně spravedlnost je příslovečná.